# أولاد بوزيد (أولاد عكيل الاولى)
أولاد بوزيد هو دُوَّار يقع بجماعة سيدي بوبكر، إقليم الرحامنة، جهة مراكش آسفي في المملكة المغربية. ينتمي الدوّار لمشيخة أولاد عكيل الاولى التي تضم 9 دواوير. يقدر عدد سكانه بـ 1150 نسمة حسب الإحصاء الرسمي للسكان والسكنى لسنة 2004.

## روابط خارجية
- البوابة الوطنية للجماعات الترابية
- المندوبية السامية للتخطيط